# Csikai Zsolt
Csikai Zsolt (Kecskemét, 1944. október 25. –) magyar közgazdász, politikus, országgyűlési képviselő.

## Életpályája

### Iskolái
Az általános iskolát Kecskeméten és Solton, középiskolai tanulmányait Kecskeméten végezte; 1963-ban érettségizett a Katona József Gimnáziumban. 1963–1967 között a Marx Károly Közgazdaságtudományi Egyetem Ipari Karán tanult. 1977-ben szakközgazdász lett.

### Pályafutása
1967–1971 között a Dunai Vasműben volt üzemgazdász. 1972–1975 között a kecskeméti Bácsépszer munkaügyi osztályvezetője, 1975–1994 között gazdasági igazgatója volt, 1994-től gazdasági tanácsadója. 1975–1990 között tagja a Magyar Közgazdasági Társaság tagja volt. 1985–1988 között a Szervezési és Vezetési Tudományos Társaság (SZVT) Bács-Kiskun megyei titkára volt. 1999-től az Állami Számvevőszéken dolgozik.

### Politikai pályafutása
1993-tól az SZDSZ tagja. 1994–1998 között országgyűlési képviselő (Kecskemét) volt. 1994–1998 között a Költségvetési és pénzügyi bizottság tagja volt. 1995-től a Bács-Kiskun megyei egyeztető tanács elnöke. 1996-ban, valamint 1997–1998 között a Számvevőszéki bizottság tagja volt. 1997–1998 között A kábítószer-fogyasztás visszaszorítása érdekében létrehozott eseti bizottság tagja volt. 1998-ban képviselőjelölt volt.

## Családja
Szülei: Csikai Kálmán (1910–1987) és Kerekes Katalin (1913–1994) voltak. 1970-ben házasságot kötött Szappanos Máriával. Két gyermekük született: Attila (1972) és Klára (1974).

## Díjai
- Kiváló Munkáért kitüntetés (1979, 1984)
- a Munka Érdemrend bronz fokozata (1986)
- Magyar Köztársasági Arany Érdemkereszt (2009)[2]